# Klinkerbotsing
Klinkerbotsing is een begrip dat gebruikt wordt als twee letters die meestal één klinker of tweeklank voorstellen (bijvoorbeeld aa, ee, oe of ui) in een woord toch afzonderlijk gelezen moeten worden, omdat ze tot verschillende lettergrepen behoren.
Klinkerbotsing kan opgelost worden met een koppelteken of een trema, met de Nederlandse spelling uit 2006 is geregeld dat er een koppelteken wordt gebruikt bij een samenstelling en een trema bij afleidingen.

## Schema
Onderstaande tabel verduidelijkt welke klinkercombinaties botsen.
|    | a   | e   | i      | o   | u   | ij       |
| -- | --- | --- | ------ | --- | --- | -------- |
| a  | a-a | a-e | a-i    | ao  | a-u | a-ij     |
| e  | ea  | e-e | e-i    | eo  | e-u | e-ij/eij |
| i  | ia  | i-e | i-i/ii | io  | iu  | i-ij     |
| o  | oa  | o-e | o-i    | o-o | o-u | o-ij     |
| u  | ua  | ue  | u-i    | uo  | u-u | u-ij     |
| ij | ija | ije | iji    | ijo | iju | ijij     |

De combinaties in de donkerblauwe vakjes botsen en moeten gescheiden worden door een koppelteken of trema. Bij de donkerbruine vakjes zijn beide varianten mogelijk en hangt het van het woord af of de klinkers al dan niet botsen. Datzelfde geldt ook voor de combinatie ij.

## Voorbeeldwoorden zonder een koppelteken of trema
autoalarm - babyyoghurt - beijveren - cameraopstelling - dooier - geuit - heiig - juryuitspraak - kopiist - menuoverzicht - privacyinstelling - radioantenne - skiuitrusting - zoiets

## Voorbeeldwoorden met een koppelteken
auto-onderdelen - bio-industrie - co-existeren - macro-economie - micro-organisme - mini-emmer - multi-etnisch - na-apen - neo-expressionisme - re-integratie - toe-eigenen - taalnazi-jager - zee-egel

## Voorbeeldwoorden met een trema
bantoeïstiek - bedoeïen - conciërge - coöperatie - coördinatie - egoïsme - geëerd - geëigend - geïnd - ideeën - knieën - koloniën - mozaïek - naïviteit - poëzie - reïncarnatie - reële - reünie - ruïne - tetraëder - vacuüm - weeïg